# Гайсинський Юрій Олександрович
Гайсинський Юрій Олександрович (* 26 вересня 1947, м. Полтава) — український правник і політик. Заслужений юрист України (листопад 2000).

## Біографія
Народився в робітничій сім'ї, єврей, освіта вища, юрист (освіта — Харківський юридичний інститут).
1965 — столяр Полтавського міськпобуткомбінату.
1966 — тесля будинкоуправління, м. Полтава.
1967 — студент Харківського юридичного інституту.
1970 — помічник прокурора Краснградського р-ну Харківської обл.
1971 — служба в радянській Армії.
1972 — ст. юрисконсульт міжколгоспної юридичної групи Полтавського р-ну.
1973 — помічник прокурора, прокурор Красноградського р-ну Харківської області.
1985 — прокурор Московського р-ну м. Харкова.
1992–1993 — перший заступник Генерального прокурора України.
1994 — адвокат, директор юридичної фірми «Корда», м. Київ.
Член КПРС (1975–1991); депутат міської ради, районної ради.
Висунутий кандидатом у народні депутати України трудовим колективом ВНДПКІ технології машинобудування (м. Харків).
18 березня 1990 р. — обраний народним депутатом України (Московський виборчий округ № 373, м. Харків; 2-й тур — 64,71 % голосів, 10 претендентів).
- Дата прийняття депутатських повноважень — 15 травня 1990 р.
- Дата припинення депутатських повноважень — 10 травня 1994 р.

Входив до Народної ради. Був членом Комісії ВР України з питань правопорядку та боротьби із злочинністю, головою підкомісії.
До 2007 р. — прокурор Київської області.
Одружений, має дитину.